# Marica Lessa
Maria Francisca de Paula "Marica" Lessa (Quixeramobim, janeiro de 1804 — Fortaleza, após 1887) foi fazendeira brasileira acusada de ser mandante do assassinato de seu próprio esposo, o coronel Domingos Vítor de Abreu e Vasconcelos, crime este que inspirou Oliveira Paiva a escrever o romance Dona Guidinha do Poço, considerada um clássico da literatura brasileira.

## Biografia
Marica era a terceira dos quatro filhos de José dos Santos Lessa, capitão-mor da então vila de Campo Maior de Quixeramobim, com sua prima cruzada, Francisca Maria de Paula. O capitão-mor era o homem mais rico da região, tendo sido um dos primeiros vereadores daquele município, cargo que voltou a exercer várias vezes, além de outros cargos públicos. Pelo lado materno, era neta do tenente-coronel Vicente Alves da Fonseca e de sua primeira esposa, Maria Francisca do Espírito Santo. Fonseca era dono de praticamente todo o atual distrito de Pirabibu, e que foi o construtor do primeiro açude público no Ceará, entre os anos 1770 e 1780. Viúvo, casou-se pela segunda vez com Ângela Teresa de Jesus (a mãe Anjinha do romance de Oliveira Paiva), que ministrou as primeiras letras à menina Marica.
Marica foi batizada em 11 de abril de 1804, na Matriz de Quixeramobim, pelo padre José Basílio Moreira, tendo como padrinhos o tio Vicente Alves da Fonseca (Filho) e a esposa deste, Antônia Geracina Isabel de Mesquita, cuja filha, Francisca Maria Carolina, viria a ser esposa do senador Francisco de Paula Pessoa. Logo, era prima-tia do senador Vicente Alves de Paula Pessoa e também tia-bisavó de Estênio Gomes da Silva.
Em 30 de junho de 1827, quando contava 23 anos de idade, casou-se com Domingos Vítor de Abreu e Vasconcelos, natural de Goiana, Pernambuco, cavalariano, i.e., comerciante de cavalos. Eles não tiveram filhos, mas viviam em certa harmonia. Marica era a senhora de todos os bens, mas, ainda assim, Domingos veio a se tornar uma figura de prestígio, sucedendo ao sogro na vida pública de Quixeramobim: juiz de paz, vereador, depois presidente da Câmara, suplente de juiz municipal, coronel da Guarda Nacional e chefe do Partido Liberal na ausência do presidente local, Antônio Pinto de Mendonça.

### Crime
Um dia apareceu na fazenda um sobrinho do coronel, Senhorinho Antônio da Silva Pereira, foragido da justiça de Goiana, onde fora acusado de ser cúmplice no assassinato de seu padrasto. O tio o acolheu, deu-lhe suporte e, através da política, procurou livrá-lo do processo. Nesse ínterim, Pereira se estabeleceu na vila com uma casa comercial e, após liquidar o negócio, numa das fazendas dos tios.
Marica começou a se preocupar cada vez mais com Senhorinho, ainda mais do que com seu esposo. Mandou um emissário em segredo a Pernambuco para averiguar o andamento do processo na justiça, e tudo mais fez para atrair sua atenção. Com a subida do Partido Liberal ao governo, não foi difícil conseguir a absolvição, e o fato foi comemorado com muita alegria na fazenda de Lessa. Quando Senhorinho possuía casa comercial, Marica tornou-se sua freguesa principal; depois, quando ele passou a cortejar a filha do juiz, ela não fez questão de esconder seu desgosto, fazendo críticas mordazes e procurando estorvar o namoro. Convidava-o frequentemente para ir a sua fazenda, a festas e outros eventos, com o intuito de sempre tê-lo por perto. As pessoas da fazenda não demoraram a notar o proceder da matrona e começaram a fazer comentários desairosos a este respeito. Senhorinho igualmente passou a dar cada vez menos atenção ao tio e protetor. Domingos Vítor via tudo impassível, até que os rumores chegaram a seus ouvidos.
Oliveira Paiva e João Batista Saraiva Leão afirmam que o coronel pensou primeiramente em suicídio em vez de reagir contra os dois traidores. Mais tarde, porém, expulsou Senhorinho de sua casa. No entanto, o ambiente na fazenda Canafístula lhe foi ficando cada vez mais hostil, visto que algumas das pessoas que lá trabalhavam eram favoráreis a Marica e Senhorinho. Domingos então foi a Fortaleza a procura de Tomás Pompeu de Sousa Brasil, seu líder político, para tratar do desquite e pedir proteção ao chefe de polícia. De volta a Quixeramobim, não sentindo mais seguro na fazenda, Domingos resolveu fixar residência numa das casas da vila, recebendo proteção da polícia, com acompanhamento discreto de um soldado sempre que saía de casa.
Enquanto isso, Marica estaria planejando modos de dar fim à vida do cônjuge. Teria, primeiramente, mandado buscar um criminoso (chamado no romance de Lulu Venâncio) que acoitara e que se refugiava no Riacho do Sangue, mas este terminou não cumprindo sua ordem. Marica então pediu ajuda a Francisco dos Santos, um retirante da seca de 1845 que por ali se fixara e que se tornara seu compadre, dando todo seu apoio ao romance entre ela e Senhorinho. Silveira indicou-lhe para executor do crime o escravo Manuel Ferreira do Nascimento, vulgo Corumbé, afilhado de Marica e de Domingos. Assim foram os dois homens à vila, ficando na casa de uma protegida de Marica, entre os animais, para fugirem após a consumação do crime. Corumbé dirigiu-se então à casa do padrinho, aproveitando-se de sua familiaridade para entrar. O coronel Domingos Vítor, que se encontrava fazendo sua barba, ao ver o afilhado, cumprimentou-lhe e virou-se para a mesa a fim de guardar a tesoura. Corumbé aproveitou a oportunidade e apunhalou-lhe nas costas. Domingos teve morte quase que instantânea, mas ainda conseguiu gritar para a cozinheira pedindo socorro. Esta saiu às ruas em busca de auxílio e logo várias pessoas apareceram, inclusive o vigário, que retirou o punhal e perguntou quem o havia golpeado. Domingos denunciou Corumbé e em seguida expirou.
Corumbé foi preso sem muita dificuldade, pois, por estar todo encourado, tinha dificuldade de se locomver. Confessou o crime assim que preso, acusando Marica Lessa de ser a mandante do crime. Ao saber de sua prisão, Francisco dos Santos fugiu e nunca foi encontrado pela polícia.
O sepultamento do coronel Domingos foi realizado no mesmo dia, em 20 de setembro de 1853, na igreja matriz de Quixeramobim, o qual foi um dos mais concorridos que aquele município já presenciara. Durante muitos anos, na casa onde aconteceu o crime, ainda era possível ver impresso na parede da sala de estar a mancha da mão ensanguentada do coronel, que ali se apoiara após passar a mão na ferida. A crendice popular dava a essa mancha um caráter de um pedido de justiça, partido de uma alma no limiar da eternidade, o que teria motivado sua conservação por muitos anos.

### Prisão e julgamento
Marica e Senhorinho foram presos no dia seguinte ao do crime, recolhidos à cadeia pública de Quixeramobim, onde já estava Corumbé, assistidos pelo vigário e pelo juiz de direito. Processados, foram pronunciados em 28 de outubro do mesmo ano, conforme ofício do delegado suplente, coronel Manuel de Torres Câmara, ao chefe de polícia da província, Antônio José Machado, datado de 22 de janeiro de 1854.
Por medida de segurança, o destacamento de polícia foi reforçado, mas, tendo em vista as despesas que isto acarretaria, o chefe de polícia preferiu transferir os presos para Fortaleza. Marica Lessa foi a cavalo, enquanto que os outros presos fizeram o trajeto a pé, amarrado com cordas. Eles deram entrada na Cadeia Pública de Fortaleza em 8 de novembro de 1853.
A repercussão de seu crime chegou à Corte Imperial, através de ofício do então presidente da província, Joaquim Vilela de Castro Tavares, ao ministro da Justiça, conselheiro José Tomás Nabuco de Araújo Filho. Este, em resposta, manda recomendações do imperador Pedro II quanto à prisão do foragido Francisco dos Santos e o pronto julgamento dos réus. No entanto, Francisco dos Santos jamais foi encontrado, enquanto que o julgamento de Marica e Senhorinho só veio a acontecer mais de dois anos depois do crime. Além disso, durante esse período, em outubro de 1856, houve uma fuga de presos da Cadeia Pública, entre os quais, estava Corumbé, o executor material do assassinato.
Marica Lessa enfim foi a júri nos dias 14 e 15 de abril de 1856. O julgamento foi presidido pelo recém-empossado juiz municipal de Quixeramobim, Francisco de Faria Lemos, e teve Joaquim Mendes da Cruz Guimarães como promotor. A ré foi defendida por Benedito Marques da Silva Acauã. Embora alegando inocência, ela foi condenada a vinte anos de prisão com trabalho e custas. Senhorinho foi julgado quatro dias depois, tendo como advogado de defesa Leandro de Chaves e Melo Ratisbona; ele, por sua vez, foi condenado a apenas quatro anos.
Corumbé permaneceu foragido até junho de 1861, quando foi encontrado numa fazenda que pertencia a uma cunhada de Marica. Ele foi levado a júri duas vezes: em 5 de abril de 1862 e em 12 de novembro de 1864. Ambos os julgamentos foram presididos por Francisco de Assis Bezerra de Meneses, o promotor de justiça foi João Pinto de Mendonça e o defensor do réu, nomeado pelo juiz, foi Antônio Rodrigues da Silva e Sousa, coronel da Guarda Nacional. Não se sabe ao certo qual teria sido a penalidade imposta, mas acredita-se que Corumbé tenha terminado seus dias no presídio de Fernando de Noronha.
Como o Ceará não possuía próprio tribunal de relação, Marica recorreu de sua sentença para o tribunal de Pernambuco, ao qual sua província era subordinada. Todavia, o novo veredito lhe foi mais cruel, impondo-lhe trinta anos de prisão. Logo após o julgamento, foi abandonada por Senhorinho, que obteve da Justiça Imperial o direito de cumprir sua pena na prisão de Belém.

### Empobrecimento, libertação e fim de vida
Marica teve que vender todas as suas propriedades para arcar com as despesas de advogado e outros gastos com a justiça. Dentre essas propriedades, está a fazenda conhecida hoje como Massapê Grande, que ela vendeu em 23 de agosto de 1856 a Antônio Ferreira Severo, por cem mil réis, que já pertenceu ao ex-ministro Armando Falcão, bisneto do comprador original. As outras foram sendo vendidas seguidamente até não restar uma sequer.
Ao sair da prisão, não quis voltar a Quixeramobim e passou a vagar pela cidade de Fortaleza como mendiga. O escritor Gustavo Barroso, que a conheceu pessoalmente em seus últimos anos, descrevia-a como uma velha desgrenhada, farrapenta e suja, que a molecada perseguia com chufas, a que ela replicava com os piores doestos deste mundo. As chufas sempre faziam referência ao assassinato de seu esposo, cuja culpa ela sempre negou com veemência.

## O caso Marica Lessa na cultura popular
O caso de Marica Lessa foi romanceado com fidelidade, apesar das trocas dos nomes, por Manuel de Oliveira Paiva em seu livro Dona Guidinha do Poço, escrito quando o autor foi a Quixeramobim tratar da saúde, em 1891, mas que só veio a ser publicado sessenta anos depois, por iniciativa da escritora Lúcia Miguel Pereira. A obra é considerada por muitos um clássico do realismo brasileiro. Em 1963, o historiador e escritor Ismael de Andrade Pordeus publicou À Margem de Dona Guidinha do Poço, em que dá a versão histórica do caso.
Em meados dos anos 1970, o dramaturgo B. de Paiva, sobrinho de Oliveira Paiva, cogitou adaptar o romance de seu tio para telenovela, porém o projeto não foi para frente por falta de apoio.